# Agoura Hills, Kalifornija
Agoura Hills je grad u američkoj saveznoj državi Kalifornija, smješten na sjeverozapadu okruga Los Angeles, oko 48 km sjeverozapadno od centra Los Angelesa. Službeno je gradom proglašen 1982. godine. Poznat je po relativnom bogatstvu stanovnika i živoj glazbenoj sceni koju karakteriziraju koncerti na otvorenom. Prema popisu stanovništva iz 2010. u njemu je živjelo 20 330 stanovnika.